# Стенли Б. Прузинер
Стенли Бенџамин Прузинер (енгл. Stanle Benjamin Prusiner; Де Мојн, 28. мај 1942) амерички је неуролог и биохемичар. Тренутно врши функцију директора Института за Неуродегенеративна обољења на Универзитету у Калифорнији, у Сан Франциску.
Прузинер је открио прионе, посебне протеине које изазвивају неке болести код људи и животиња. Добитник је награде Алберт Ласкер за основна медицинска истраживања 1994. године, као и Нобелове награде за физиологију и медицину 1997. године за откриће приона.
Године 1992. изабран за редовног члана Националне академије наука САД, 1993. године - Америчке академије наука и уметности, а 1997. године - за страног члана Лондонског краљевског друштва за унапређење знања о природи (аналогно Академији наука у Великој Британији).
Истраживања Прузинера су допринела бољем разумевању биолошких механизама других неуродегенеративних патологија као што су Алцхајмерова болест, Паркинсонова болест итд., што је отварило нове перспективе у потрази за ефикасним лековима и стратегијама лечења ових болести.